# 紅骷髏
紅骷髏（英語：Red Skull），本名為約翰·施密特（Johann Schmidt），是出現在漫威漫畫中的虛構超級反派。由喬·西蒙、杰克·科比、及法蘭斯·赫隆所創作，首次出現於Captain America Comics #7（1941）。紅骷髏是虛構的納粹德國特務，亦是美國隊長的最大死敵。
2009年，紅骷髏在IGN公布的「最偉大的美漫反派」中獲得第14名。

## 人物
约翰·施密特的成长经历可谓是多灾多难，这也是他妄图征服世界，对人类极端仇恨的主要原因。出生于德國的一个小村庄的他从小饱受贫苦折磨，父亲因为妻子难产而去世，甚至试图淹死自己的儿子。之后施密特被送进孤儿院，不甘寂寞的他在七岁时逃走，于是便开始了以乞讨和偷窃为生的日子。在与监狱、犯罪、暴力一同度过十余年后，施密特迎来了人生的转机，他找到一份旅店跑堂的工作，还在服侍阿道夫·希特勒的过程中受到对方的赏识与重用，希特勒甚至亲自训练施密特，给予他一套特殊的制服和一个红色的骷髅面具，于是“红骷髅”就此诞生。
作为纳粹黨恐怖袭击的幕后黑手，施密特在第二次世界大战早期的欧洲战场上掀起无数腥风血雨，迫于战势的压力，美国政府不得不重启“重生计划”，制造超级士兵来对抗軸心國扭转败势。于是，一名來自美國紐約市布魯克林的少年史蒂夫·罗杰斯通过这次试验成为超級英雄“美国队长”。美國队长和红骷髅之间的争斗贯穿了整个二战，最终红骷髅被击败。在战争中，红骷髅也因为完全暴露在一种实验气体下而使得面具永远黏在脸上，再也摘不下来。在现代故事里，红骷髅被犯罪组织九头蛇所救，后來推翻了九头蛇使之为自己效命，而美國队长则和雷神索爾和鋼鐵人組成復仇者聯盟，一起面对来自红骷髅的致命威胁。

## 能力
紅骷髏並未接受過任何改造，也沒有任何超能力。
紅骷髏最危險的地方是他是一個天生的領導者和政治上的天才，更是戰略和戰術方面的大師，他在第二次世界大戰時期所實行的邪惡計畫總是帶給美國隊長等超級英雄極大的困擾。
雖然不怎麼親上前線作戰，但受過各種軍事訓練的紅骷髏能熟練地使用各種常規武器，他也是個格鬥高手，實力僅在美國隊長之下，而他同時亦是一名劍擊好手。
在和美國隊長對峙的期間，紅骷髏偷偷收集了隊長的基因，然後製作了美國隊長的複製體，再將自己的記憶移入這具身體，這使他擁有了超級士兵的能力。
紅骷髏在X教授死後偷走了其大腦，使他擁有與X教授一樣的精神能力。不過在小淘氣等人的努力下，紅骷髏最後被X戰警抓住，並取回了X教授的大腦。

## 其他媒體

### 電影
- 《美國隊長》（1990年），由史考特·寶林（英语：Scott Paulin）飾演[1]。
- 漫威電影宇宙：由羅斯·馬奎德（英语：Ross Marquand）飾演
  - 《美國隊長：復仇者先鋒》（2011年）：當時的扮演者為雨果·威明[2][3]。
  - 《復仇者聯盟3：無限之戰》（2018年）[4]
  - 《復仇者聯盟：終局之戰》（2019年）

### 電視
- 《漫威超級英雄》：由保羅·克利格曼（英语：Paul Kligman）配音[5]。
- 《復仇者聯盟：正義出擊（英语：Avengers Assemble (TV series)）》：由利亞姆·奧布萊恩配音[6]。
- 《飛哥與小佛：漫威任務（英语：Phineas and Ferb: Mission Marvel）》[7]：由利亞姆·奧布萊恩配音[8]。
- 《漫威超級英雄：極限超載（英语：Lego Marvel Super Heroes: Maximum Overload）》：由契・麥克布萊德（英语：Chi McBride）配音[5]。
- 《天雷爭霸：復仇者聯盟》：由清川元夢配音[5]。
- 《漫威未來 - 復仇者聯盟（日语：マーベル フューチャー・アベンジャーズ）》：由清川元夢配音。
- 漫威電影宇宙：由羅斯·馬奎德（英语：Ross Marquand）回歸飾演紅骷髏。
  - 《無限可能：假如…？》第一季（2021年）[9]：動畫劇集，配音演出。

### 遊戲
- 《美國隊長：超級士兵（英语：Captain America: Super Soldier）》[10]：由凱思·費格遜（英语：Keith Ferguson (voice actor)）配音。
- 《MARVEL未來之戰》：手機遊戲，紅骷髏是玩家可使用角色之一[11]。
- 《樂高漫威超級英雄》：紅骷髏是其中一個可以使用的角色。
- 《MARVEL未來革命》

## 外部連結
- 紅骷髏 （页面存档备份，存于）在 Marvel.com（英文）